# Atonia brevistylata
Atonia brevistylata är en tvåvingeart som beskrevs av Samuel Wendell Williston  1901. Atonia brevistylata ingår i släktet Atonia och familjen rovflugor. Inga underarter finns listade i Catalogue of Life.